# Fascia (indumento ecclesiastico)

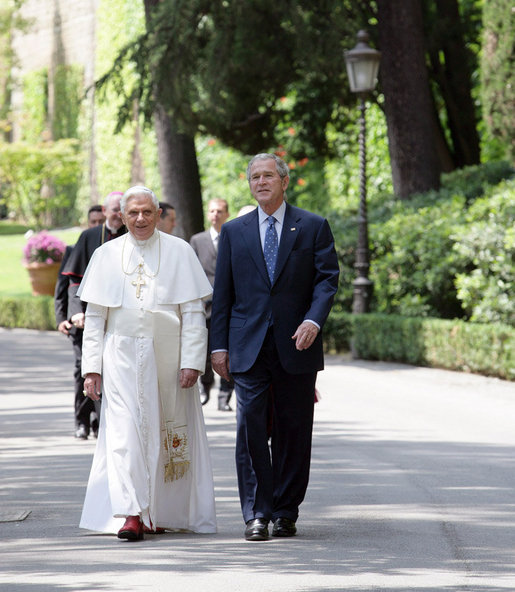
Papa Benedetto XVI, con a fianco il presidente americano George W. Bush, indossa, sull'abito piano, la fascia bianca con stemma

La fascia è un accessorio indossato dal clero cattolico sopra l'abito talare, che cinge la vita e scende sulla gamba sinistra; fa parte sia dell'abito piano sia dell'abito corale. 

## Descrizione
Originariamente esistevano due tipologie di fascia, quella terminante con nappa dello stesso colore della fascia, che veniva indossata sopra l'abito corale, e quella terminante con frangia serica, che veniva indossata sopra l'abito piano. Dopo la riforma liturgica, che ha notevolmente semplificato l'uso delle insegne prelatizie e degli abiti sacri, l'uso della fascia con nappa non è più obbligatorio. 
L'estremità della fascia con frangia è, appunto, completa di una frangia dello stesso colore finemente lavorata. Di solito è in lana o seta.
Il colore della fascia varia a seconda del grado gerarchico di appartenenza:
- Nero: per i presbiteri, i diaconi e i monaci;
- Paonazzo: per i monsignori e i vescovi;
- Paonazzo marezzato (o moiré): per i nunzi apostolici che hanno ricevuto l'ordinazione episcopale;
- Rosso ponsò marezzato (o moiré): per i cardinali;
- Bianco marezzato (o moiré): per il papa (la frangia è dorata).

Fino al pontificato di papa Benedetto XVI, era prerogativa esclusiva del Sommo Pontefice aver ricamato lo stemma papale sulla parte bassa della fascia, vicino la frangia dorata; papa Francesco e papa Leone XIV, infatti, hanno optato per non inserire il loro stemma sulla fascia papale.
Benedetto XVI, dopo aver rinunciato al ministero petrino, scelse di non indossare la fascia e la pellegrina per differenziarsi dall'abito del papa in carica.
Di seguito vengono proposte delle immagini stilizzate degli abiti piani indossati da vari prelati; si noti il differente colore delle fasce in base al rango, e anche l'assenza della fascia, come spiegato in precedenza, nel caso del papa emerito.
|      |              |           |         |            |                     |
| Papa | Papa emerito | Cardinale | Vescovo | Monsignore | Presbitero, Diacono |

## Galleria d'immagini

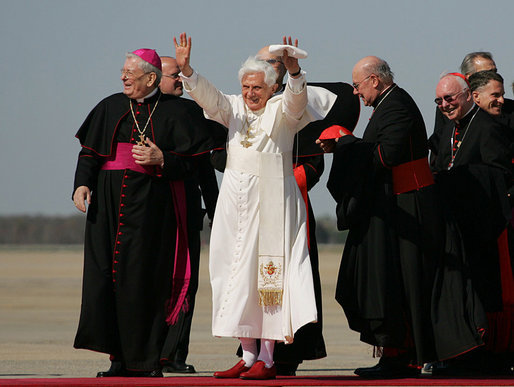
Papa Benedetto XVI indossa la fascia con stemma sull'abito piano; si noti che gli altri prelati indossano la fascia del loro grado
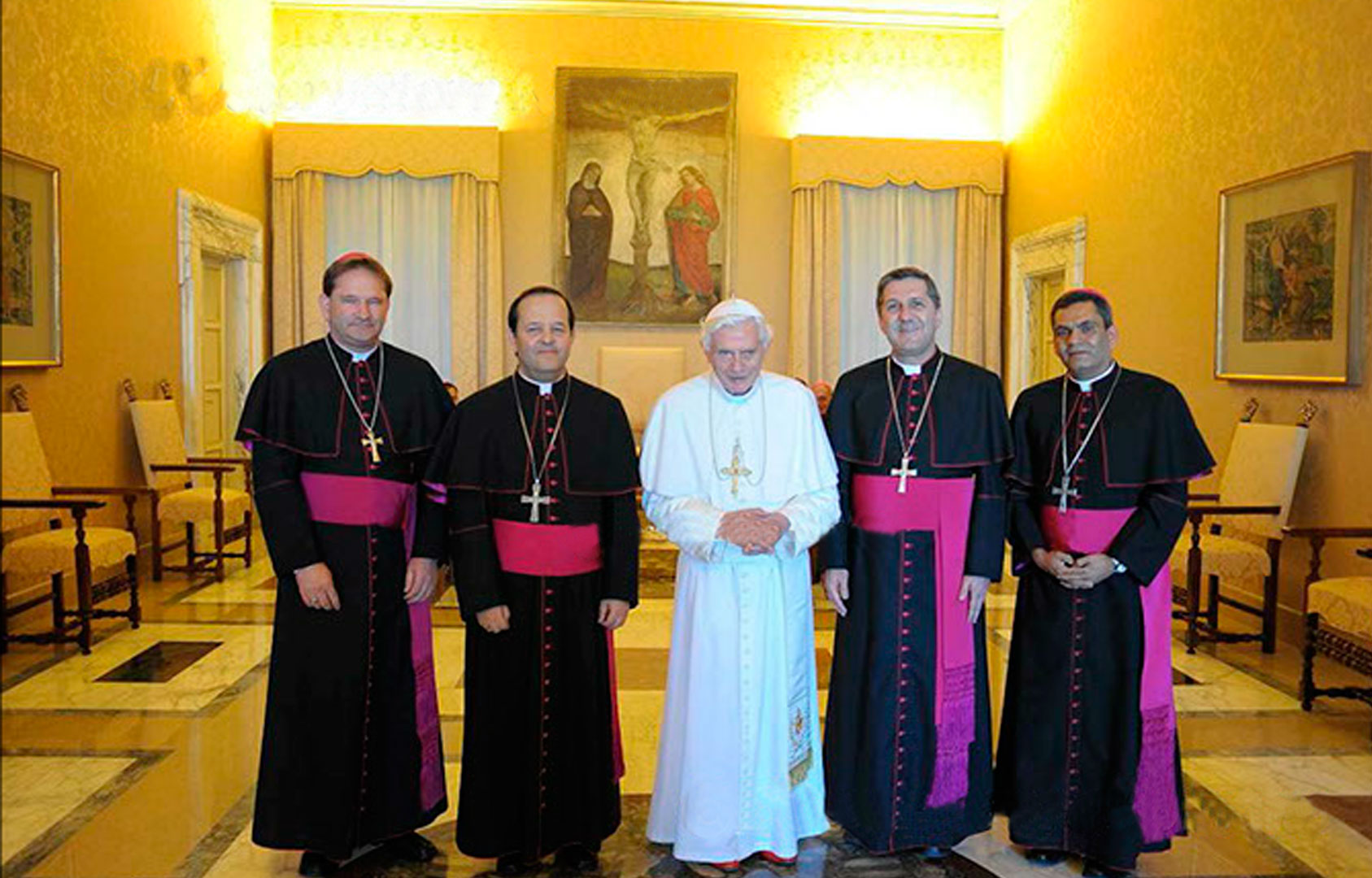
Papa Benedetto XVI riceve alcuni vescovi colombiani in visita ad limina apostolorum; si noti l'uso della fascia
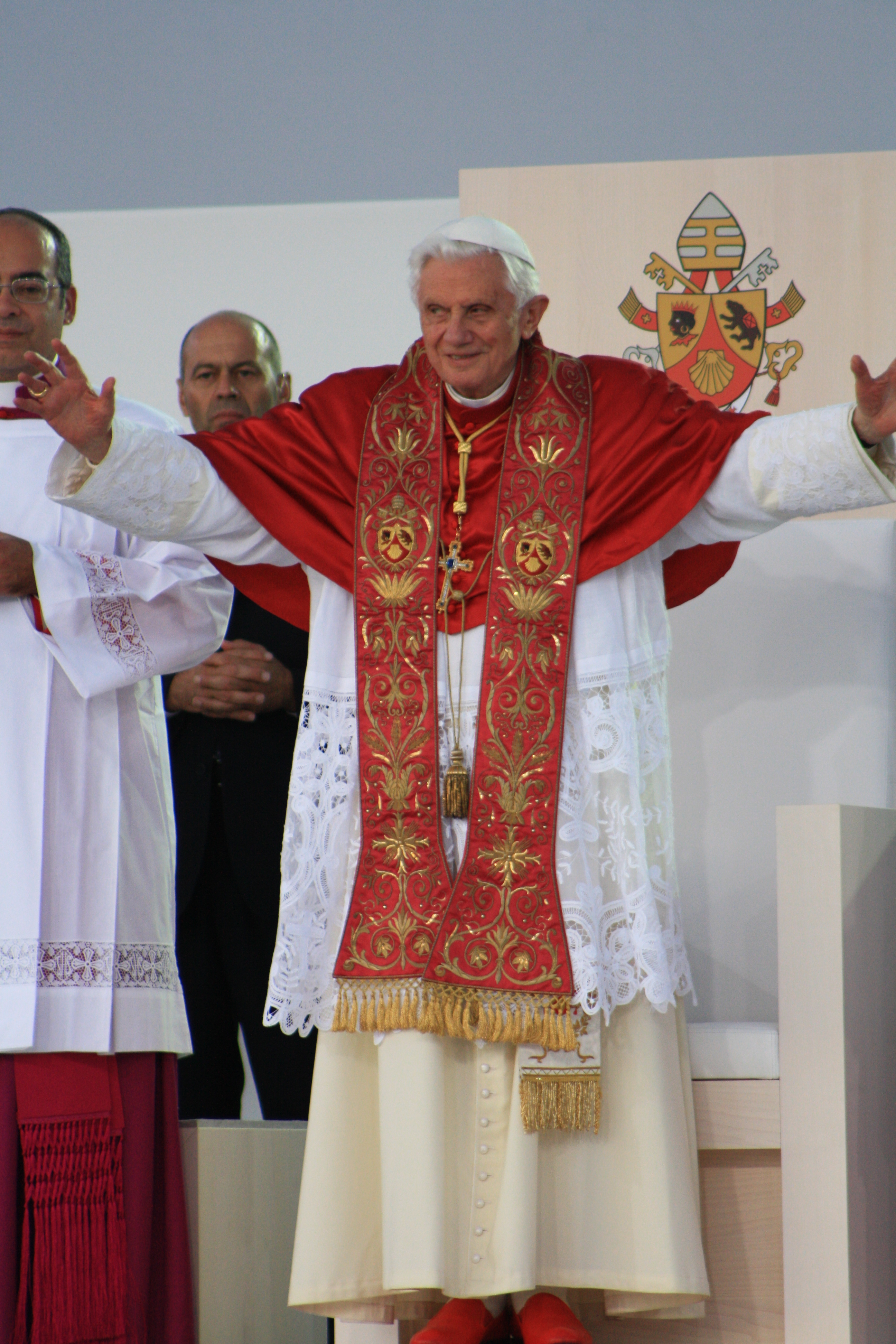
Papa Benedetto XVI indossa l'abito corale; si noti la frangia della fascia che sporge da sotto il rocchetto
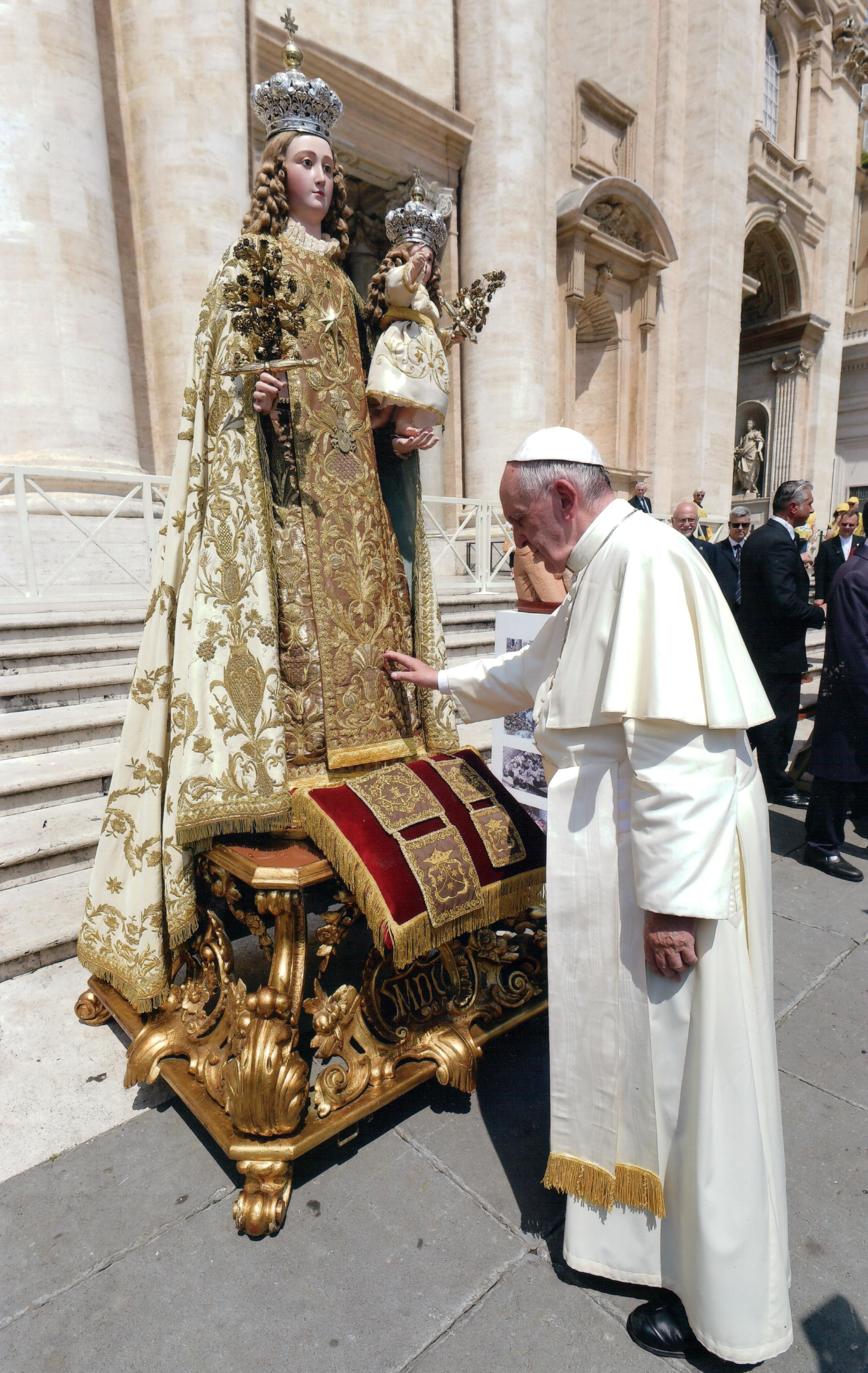
Papa Francesco indossa la fascia bianca, senza stemma, sulla talare
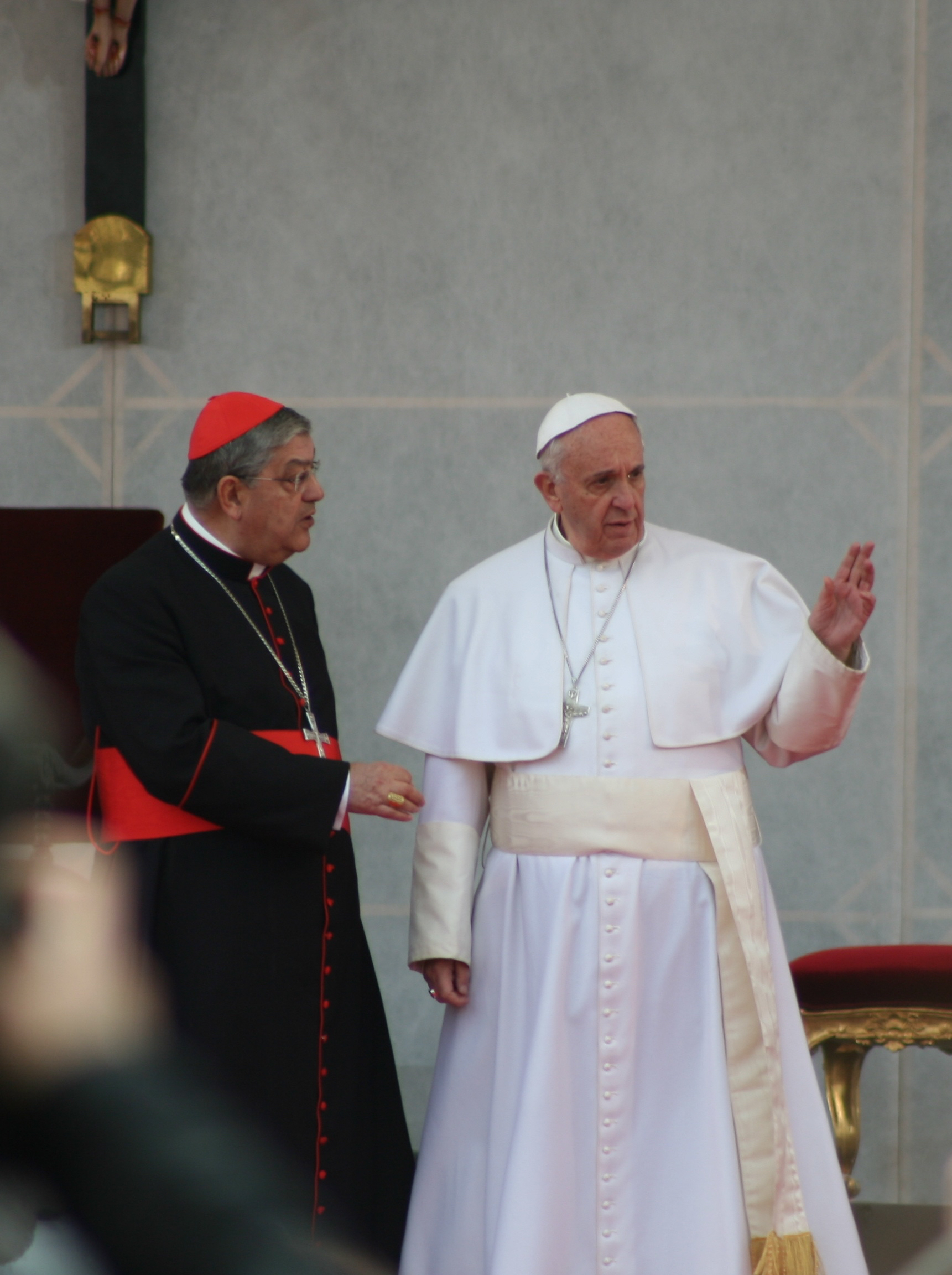
Papa Francesco, accanto al cardinale Crescenzio Sepe, indossa la fascia
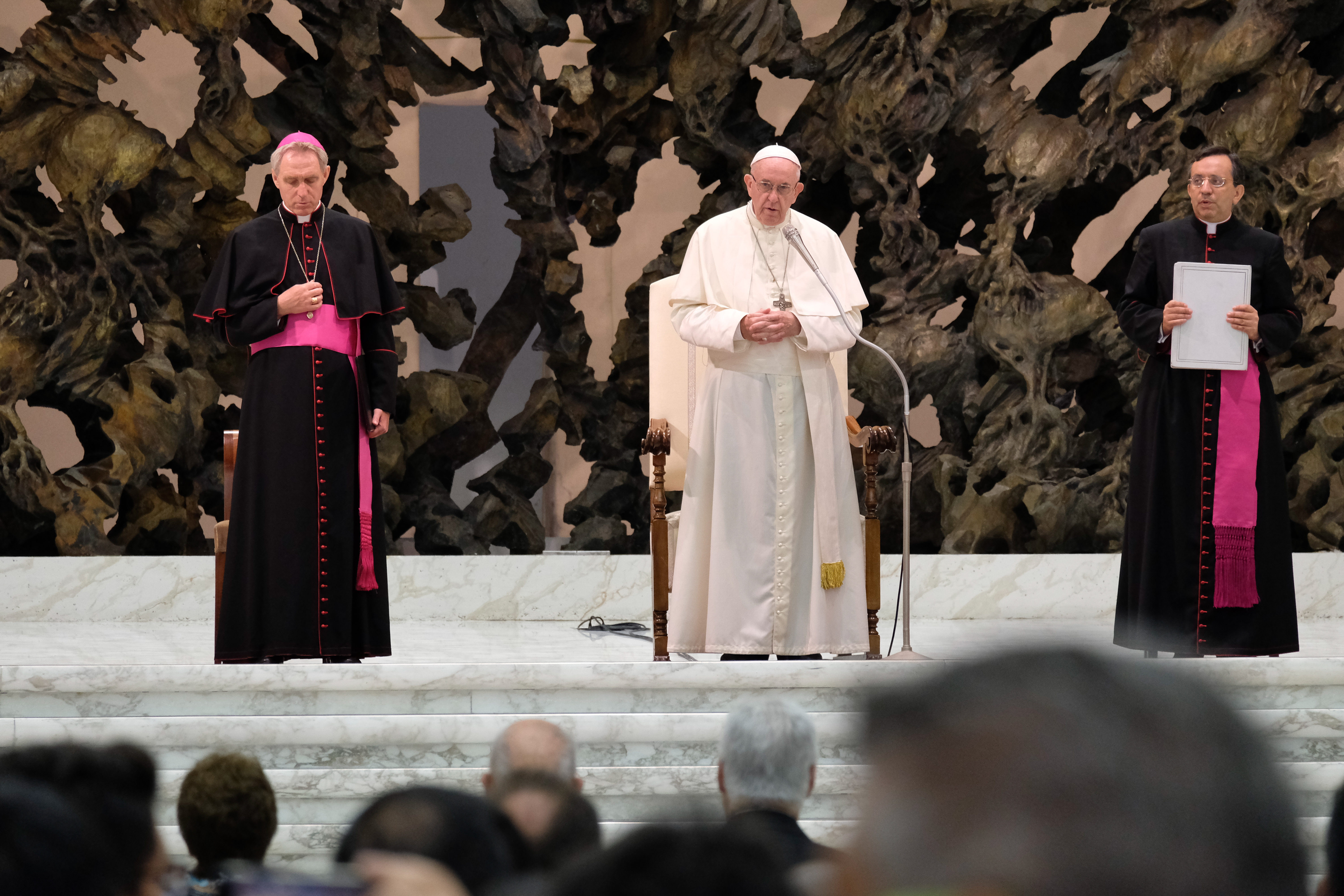
Papa Francesco (al centro) indossa la fascia bianca, mons. Gänswein (a sinistra) e il monsignore (a destra) indossano la fascia paonazza
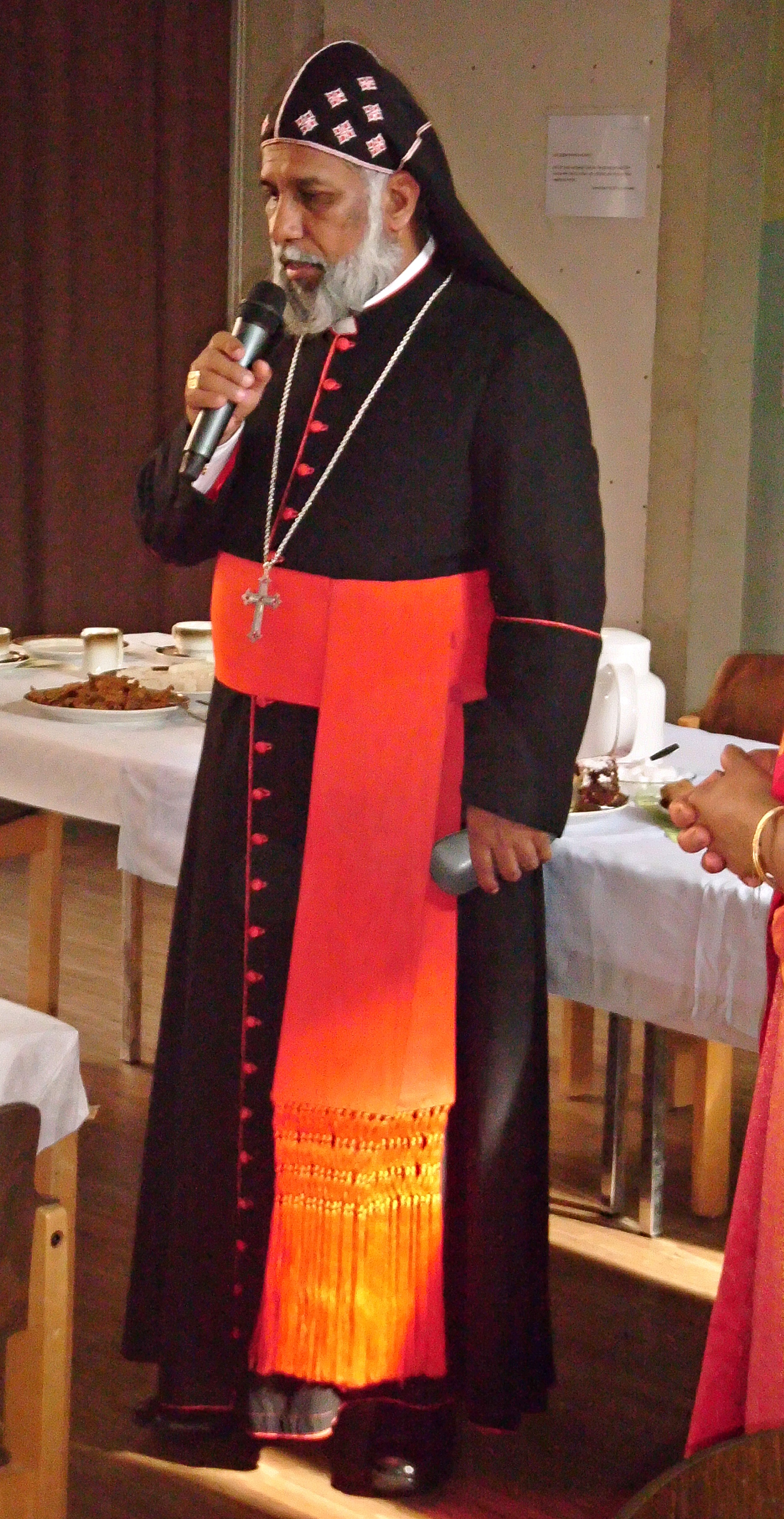
Il cardinale Isaac Cleemis Thottunkal, indossa la fascia sopra la talare senza pellegrina e un peculiare copricapo proprio del suo rito
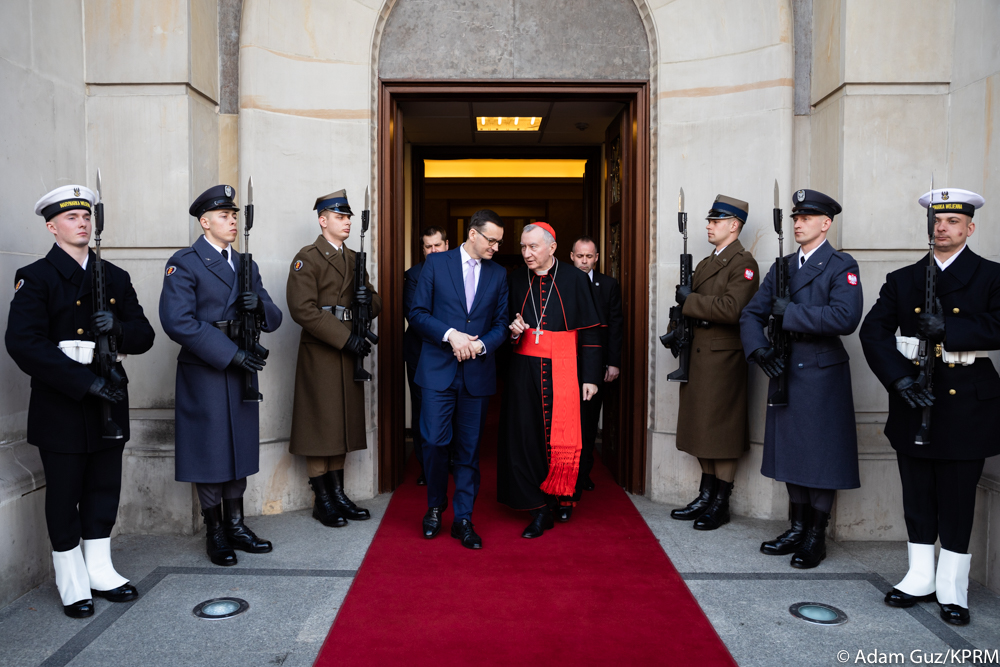
Il cardinale Pietro Parolin, nella foto assieme al primo ministro della Polonia Mateusz Morawiecki, indossa la fascia cardinalizia ponsò
Il cardinale Parolin, vescovi e monsignori indossano la fascia del loro grado
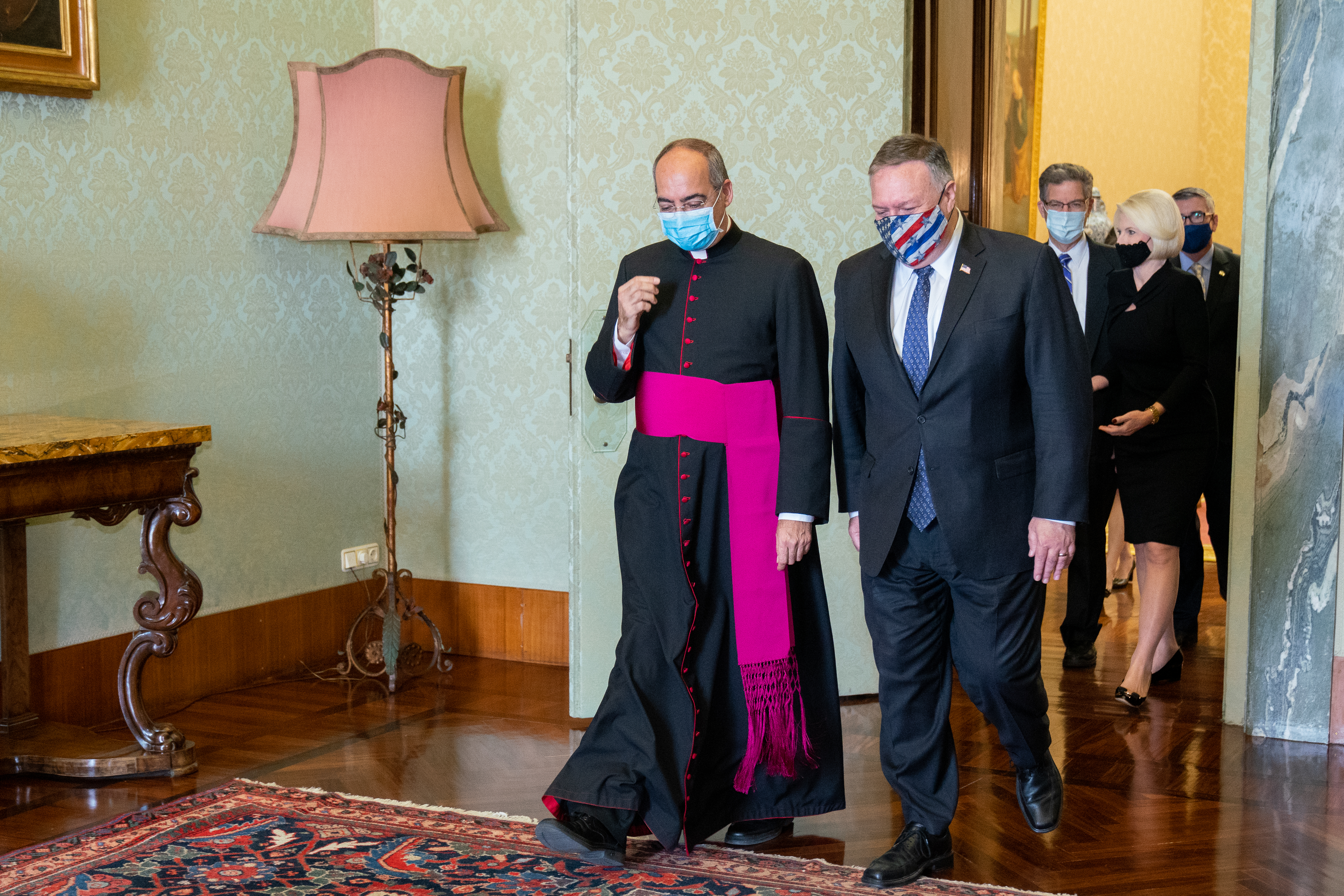
Un monsignore con la fascia sopra l'abito talare
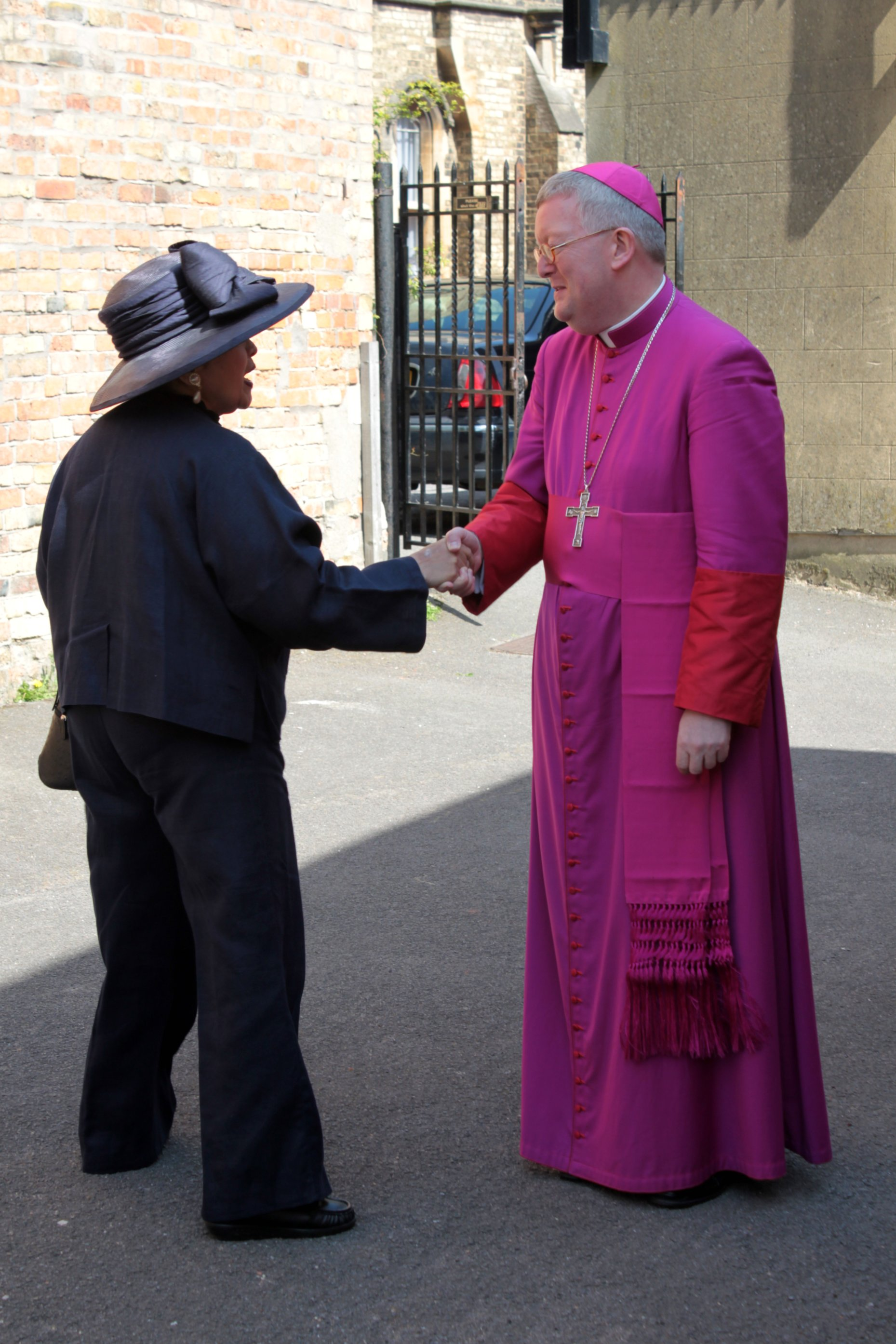
Mon. Bernard Longley indossa la fascia paonazza sopra l'abito talare paonazzo (a tale abbigliamento mancano il rocchetto e la mozzetta per completare l'abito corale)